# 馬克曼聽證會
馬克曼聽證會（Markman hearing）是一種美國地方法院的審前聽證會，當一個法官需考究來自各方的證據上相關的關鍵字的合適意義，通常用於侵犯專利權的專利訴訟上。又稱為「釋義聽證會（Claim Construction Hearing）」。
自從1996年美國最高法院的判例「馬克曼訴威斯幽儀器公司案」之後，在專利侵權的訴訟前舉行馬克曼聽證會已成為慣例。該案認為專利術語是一個需要法官決定的法律問題，而非需要陪審團決定的事實問題。在美國，許多情況下，由陪審團判斷事實，而法官判斷法律問題。
馬克曼聽證會非常重要，因為法院根據聲明內容的解釋去決斷專利侵權的案件。馬克曼聽證會可能會鼓勵和解，因為法官對於解釋的裁決可能可以大致表明該專利侵權案的結果。馬克曼聽證會通常在一名法官面前，且通常在審判前舉行。馬克曼聽證會大都在「證據開示程序（discovery，或稱「證據發見程序」）」結束前，連同「訴前臨時禁令（preliminary injunction，或稱「臨時禁令」、「初步禁令」）」的動議，或在證據開示程序結束時發生，與簡易判決動議有關。馬克曼聽證會也可能會在審判開始後，陪審團遴選前舉行。
在馬克曼聽證會上的證據分為兩類：內在證據和外在證據。內在證據包括專利文件和任何的專利起訴歷史。外在證據則是證詞、專家意見或是其他非書面的來源，外在證據不得違反內在證據。